# Vrozená syfilis
Vrozená syfilis (kongenitální syfilis, syphilis congenita) je infekce plodu nebo novorozence spirochétou Treponema pallidum získanou od matky intrauterinně (transplacentárně) nebo při porodu.
Kongenitální syfilis může být rozdělena do více typů:
1. Infekce matky před početím způsobuje odumření plodu v 5. nebo 6. měsíci těhotenství (luetická infekce plodu před 3. měsícem těhotenství není možná, protože placenta ještě není dotvořená).
2. Neléčená infekce matky při početí způsobuje porod mrtvého dítěte v 7. nebo 8. měsíci těhotenství.
3. Infekce matky ve druhém trimestru způsobí porod nemocného dítěte (syfilis congenita tarda).
4. Infekce matky ve třetím trimestru způsobí porod nemocného dítěte (syfilis congenita recens).
5. Infekce matky několik týdnů nebo krátce před porodem může mít za následek porod zdravého dítěte.
6. Přenos infekce během porodu způsobí kongenitální syfilis novorozence s primární afekcí v místě vstupu.